# Stenolamus
Stenolamus (лат.) — род жуков-чернотелок трибы Opatrini из подсемейства Blaptinae (Tenebrionidae). Известно около 20 видов. Африка. Не путать с родом клопов Stenolemus Signoret, 1858

## Распространение
Тропическая Африка: Ангола, Намибия и Южная Африка.

## Описание
Мелкие жуки, длина тела 1,75—5,50 мм. Stenolamus диагностируется по наличию стеноламидных сенсориев на антеннах и постокулярной борозды на висках. Также распознается по небольшим размерам тела, удлиненному габитусу ее представителей и слегка склеротизованной дорсальной стороны базальной части тегмена и вентрально расположенной щелью для выступа срединной доли.

## Систематика
Известно около 20 видов. Формально род был в 1956 включён в подтрибу Stenolamina Koch, 1956. Но прямого морфологического определения этого таксона предложено не было, так как, вводя название, Кох (1956) не привел ни уникальных морфологических признаков Stenolamina, ни библиографических ссылок с подобными описаниями. Таким образом, согласно требованиям статьи 13.1 МКЗН (1999) подтриба была невалидна. Тем не менее, это название было включено во многие последующие и современные статьи. Лишь в 2023 году подтриба Stenolamina  Koch, 1956 была морфологически описана и восстановлена для рода Stenolamus в составе трибы Opatrini в подсемействе Blaptinae.
Поскольку классификация Opatrini в значительной степени основана на морфологии женских терминалий, на данный момент сложно найти какие-либо надежные морфологические признаки, связывающие Stenolamina с другими подтрибами Opatrini, особенно в контексте довольно плезиоморфного строения яйцеклада Stenolamus. В пределах трибы род Stenolamus демонстрирует некоторую степень морфологического сходства с представителями подтрибы Blapstinina Mulsant and Rey, 1853. А именно, сужение глаз у обоих родов является следствием расширения щёк. Хотя, в отличие от Stenolamus, все Blapstinina обладают глазами, полностью разделенными на дорсальную и вентральную части. Кроме того, оба таксона имеют сходное строение эдеагуса (блапстиноидный тип). С другой стороны, Stenolamus легко отделить от Blapstinina благодаря укороченным эпиплеврам — общему признаку неблапстиноидных Opatrini. Кроме того, Stenolamus отличается наличием лишь слегка склеротизованной дорсальной стороны базальной части тегмена и вентрально расположенной щелью для выступа срединной доли.
В настоящее время морфологические данные не подтверждают близкого родства Stenolamus и Dilamus, постулированного Кохом (1955). Оба рода четко различаются по строению антенн (стеноламоидные сенсоры у Stenolamus и простые сенсоры у Dilamus) и височных ямок (послеглазничная бороздка на виске у Stenolamus и округлый висок у Dilamus). Первый из этих признаков, по-видимому, относится исключительно к Stenolamus в рамках всей группы Blaptinae, у которых отсутствуют сложные сенсории. Более того, сенсории с подобной структурой не обнаружены ни у одного из родов в пределах всего семейства Tenebrionidae. Филогенетическая отличительность Stenolamina среди Opatrini хорошо обоснована как молекулярными, так и морфологическими данными.
- Stenolamus acaudatus Koch, 1955[4]
- Stenolamus asemirufus Koch, 1955
- Stenolamus ashmoleorum Ferrer, 2000
- Stenolamus azurescens Koch, 1955
- Stenolamus borowieci Kaminski et al., 2023[1]
- Stenolamus brincki Koch, 1953
- Stenolamus dentimanus Gebien, 1920
- Stenolamus dentitibia Koch, 1953
- Stenolamus deserticus Koch, 1953
- Stenolamus filum Koch, 1953
- Stenolamus furciphallus Koch, 1955
- Stenolamus halli Koch, 1955
- Stenolamus kalaharicus Koch, 1955
- Stenolamus lundholmi Koch, 1955
- Stenolamus machadoi Koch, 1953
- Stenolamus magnificatus Koch, 1953
- Stenolamus malacodermus Koch, 1955
- Stenolamus reichenspergeri Koch, 1955
- Stenolamus spinicauda Koch, 1955
- Stenolamus spinipes Koch, 1955
- Stenolamus stenammaphilus Koch, 1955
- Stenolamus sulciceps Gebien, 1920[5]
- Stenolamus vanzylorum Koch, 1955[4]